# Xavier Barcons Jáuregui

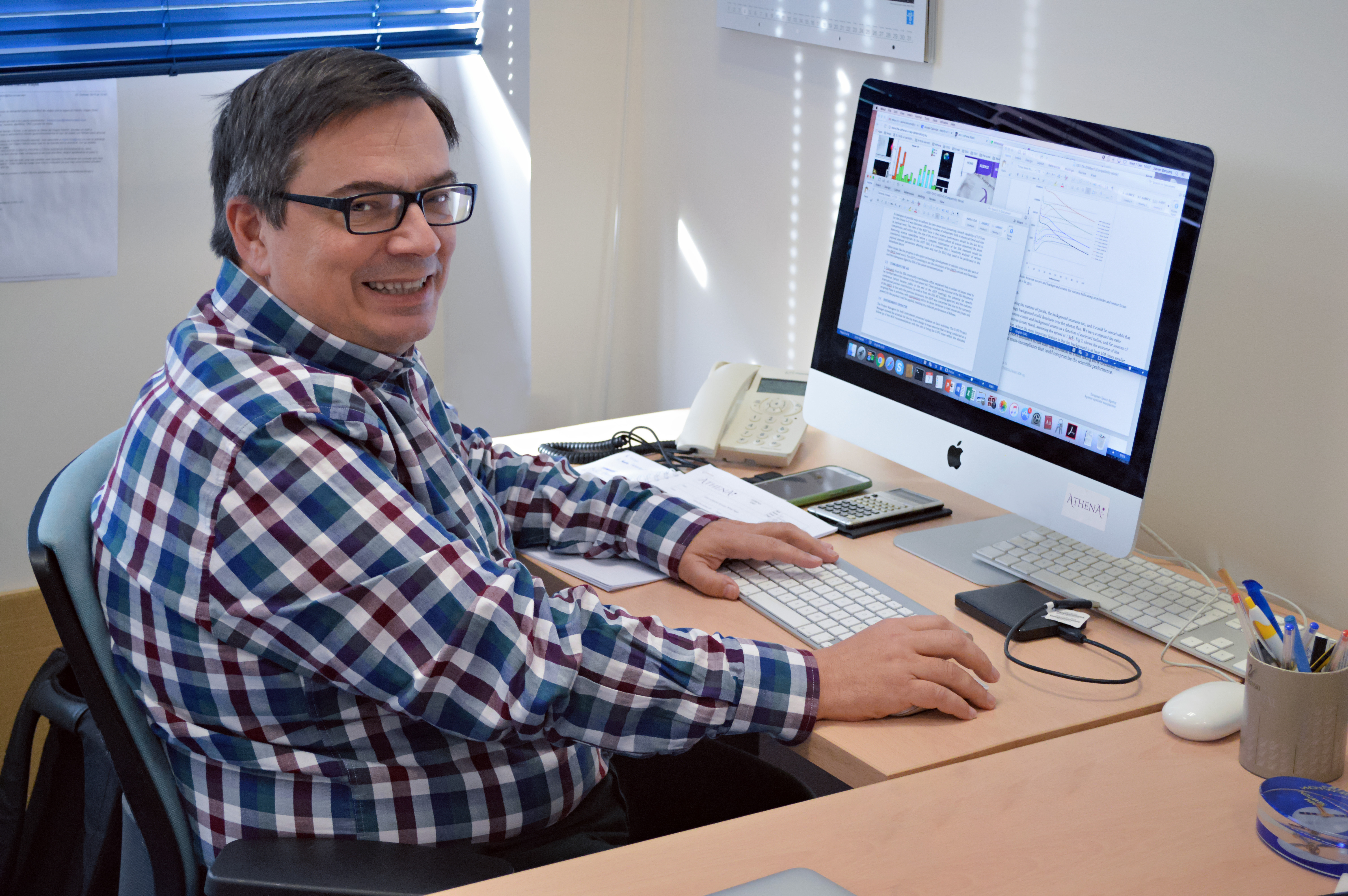
Xavier Barcons

Xavier Barcons (Hospitalet de Llobregat, 1959) es un científico español, licenciado en Ciencias Físicas por la Universidad de Barcelona y doctor por la Universidad de Cantabria, donde ha desarrollado gran parte de su actividad investigadora. En 1993 ingresó en el Consejo Superior de Investigaciones Científicas (CSIC) y es miembro fundador y primer director (1995-1999) del Instituto de Física de Cantabria, centro mixto del CSIC y la Universidad de Cantabria.

## Biografía
Ha sido asesor científico de la Agencia Europea del Espacio (ESA) y ha participado en programas espaciales de la ESA como el observatorio XMM-Newton. Lleva realizando desde el 2001 labores de coordinación científica en la misión  (XEUS/IXO/Advanced Telescope for High Energy Astrophysics).
De 2004 a 2006 fue gestor del Programa Nacional de Astronomía y Astrofísica del Ministerio de Educación y Ciencia, destacando su papel como coordinador en la adhesión de España en la Organización Europea para la Investigación Astronómica en el Hemisferio Austral (ESO, por sus siglas en inglés), y fue delegado en el Consejo de dicho Organismo desde 2007 a 2011. Ha publicado más de 120 artículos en revistas internacionales especializadas que han recibido cerca de 4.000 citas. Ha dirigido 7 tesis doctorales. 
Xavier Barcons fue, de 2012 a 2014, presidente del Consejo del ESO, y, desde septiembre de 2017, director general del mismo, sustituyendo en el cargo a Tim de Zeeuw. 